# 마기
마기 혹은 마구스(라틴어:magi, 단수형:magus)는 본래 메디아 왕국에서 종교 의례를 주관하고 있던 페르시아계 제사장 계급의 호칭이다.

## 어원
아베스타어의 어형인 마그(magu, maγu)에서 그리스어의 단수형 마고스(μάγος)와 복수형 마고이(μάγοι)를 경유하여 마기, 마구스로 라틴어화되었다. 영어에서는 단수형으로 메거스(magus), 복수형으로 메이지(magi), 형용사로 메이전(magian)으로 표기한다. 제사장을 의미할 때는 일반 명사이므로 소문자로 표기하지만, 동방박사를 의미할 경우엔 고유 명사로 쓰이며 첫 글자를 대문자로 표기한다.

## 마기의 본래 의미와 변천

### 조로아스터교
헤로도토스의 《역사》(1. 101 - 132)에 따르면, '마기는 시체를 새나 개에게 뜯어 먹게 하거나, 개미나 뱀을 비롯하여 그 외의 파충류들을 무차별하게 죽이는 특이한 습관이 있었다.'라고 기록되어있다. 이러한 습관은 아베스타에 기록된 조로아스터교의 종교법과 일치해 그들은 같은 신앙을 가지고 있는 것으로 추측할 수 있다. 또한 무함마드 이븐 자리르 알타바리가 아라비아어로 쓴 페르시아의 연대기에는 조로아스터교의 신관이나 성직자를 마기라고 불렀으며, 일반 조로아스터교도들을 가리켜 마쥬스(مجوس, majūs)라고 기록하고 있다.

### 사산 왕조
사산 왕조시대에는 중기 페르시아어(Pahlavi)로 조로아스터교의 신관인 마기에 대해서 마그(mgwy/mag) 혹은 모우(mow)라고 불렀다. 특별히 아후라 마즈다나 아나히타(Anahita)등의 신전을 관리하는 고위의 신관들은 모우바드(mgwpt/mowbad, mōbad)로 불렸으며, 그들의 관리 아래 많은 마그들이 신전의 운영이나 의식을 거행한 것으로 알려졌다. 또한 사산 왕조의 시조 아르다시르 1세의 조부인 사산은 이란 남서부 파르스지방의 도시 이스탄불의 아나히타 신전의 관리인이었던 적이 있어서, 사산 왕조는 창건 초기부터 조로아스터교와 밀접한 관계에 있었다. 게다가 2대 샤푸르 1세부터 7대 나르세스 1세의 시대에 걸쳐 활약한 신관 카르티르(Kartir Hangirpe)는 최고위의 신관인 모우바단 모우바드(Mowbadān-Mowbad,모우바드 중의 모우바드)라고 자칭하면서 왕조의 모든 신전과 사제들을 통괄하며 기독교나 유대교, 마니교, 불교 등의 외래종교의 세력을 탄압하였다.

### 아케메네스 왕조
아케메네스 왕조의 페르시아 역사에서는 메디아의 종교지도자(마기)이며 "강력한 힘"을 지닌 찬탈자 가우마타(Gaumata)를 다리우스 1세가 물리치고 새로운 왕으로 즉위한 것으로 기록되어 있다.

### 성서
기독교에서의 마기는 복음서 중의 하나인《마태복음서》에 등장하는 동방 박사들을 가리킨다. 여기에선 보통 '별을 바라보는 점성술사'라는 의미로 기록되었으며, 새로 나타난 별의 흐름을 보고 장차 유대인의 왕이자 그리스도가 될 자인 예수의 탄생을 읽어냈다!

### 상징성
이러한 배경에서, 마기라고 불리는 자들에게 점차 사람의 영역을 넘는 지혜나 힘을 가진 존재라는 의미가 부여되었다. 자석(magnet)이나 마그네슘(magnesium)등의 어원도 '마기가 기적을 위해 사용했던 도구에서 유래한다'라는 설이 있다. 그와 함께 마법을 뜻하는 매직(magic)의 어원 또한 당시 마기들이 행한 기적이나 마술 등이 영향을 주었을 것으로 추측할 수 있다.

## 복음서에서의 마기의 모습

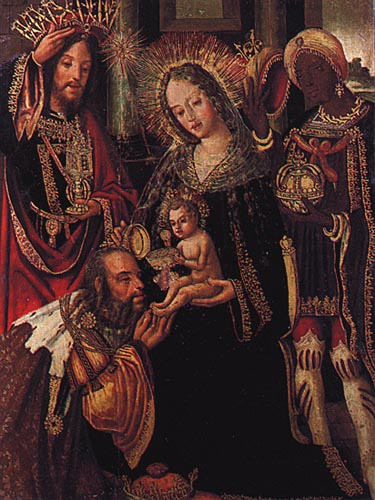
오른쪽에 유향을 들고 있는 아프리카계의 젊은이가 발타자르, 그의 왼쪽에 황금을 지닌 아시아계의 중년 남성이 캐스퍼, 그 아래쪽에 몰약을 지닌 유럽계의 노인이 멜키오르이다. 그림의 주인공은 마리아와 예수(Adoração dos Magos by Vicente Gil)

### 마태복음서
《마태복음서》(2:1-16)에 의하면 예수가 태어났을 때 동방으로 떨어지는 별을 본 마기(박사들)가 예루살렘으로 향하여 헤롯에게 새로운 유대인의 왕으로서 탄생한 분은 어디에 있는지를 묻는다. 헤롯은 동요하면서도 측근에게 물었으며, 측근은 성서의 기술로부터 짐작하건데 그 분은 베들레헴에 있다고 마기에게 알려주었다. 마기는 곧 별을 따라 베들레헴으로 향해 예수가 있는 장소에 도착하였다. 그리고 아직 아이인 예수앞에 엎드리며 황금, 유향, 몰약을 선물로 바쳤다. 그러나 헤롯은 새로운 왕이 태어났다는 사실에 곤혹스러워 하면서 마기에게 예수가 있는 곳을 알아내려고 했지만, 마기는 꿈의 신탁에 의해 헤롯을 피해 고향으로 돌아올 수 있었다. 이것을 알게 된 헤롯은 분노하며, 베들레헴과 그 주변 일대에 있는 2세 이하의 남자아이를 모두 죽이게 하였다. 그러나 예수는 이미 이집트로 떠난 후였다.

### 누가복음서
《누가복음서》에 그려진 예수의 탄생 장면에서는 이 박사(마기)들은 등장하지 않는다. 대신 여물통에서 자고 있는 어린 예수를 목동들이 방문하는 장면이 나온다. 서양 미술이나 크리스마스에 꾸미는 마구간의 장식 등엔 마기가 목동과 함께 그려져 있는 경우가 많다. 예수의 탄생 장면에 대한 이야기가 다른 것은 마태와 누가의 기록이 서로 다른 관점에서 기록된 까닭이다.

### 이름
또한 복음서에 기록되어 있지 않지만, 예수를 만난 박사들의 숫자는 선물의 개수로부터 추측하여 세 명일 것으로 여겨진다. 그래서 그들 각각의 이름을 노인의 멜키오르(Melchior, 황금, 왕권을 상징), 중년의 발타자르(Balthasar, 몰약, 죽음, 부활을 상징), 청년의 캐스퍼(Casper, 유향, 신성을 상징)라고 붙여 전해진다. 그러나 시리아의 교회에서는 라르바다드(Larvandad), 호르미스다스(Hormisdas), 그슈나사파(Gushnasaph)라는 페르시아어의 인명을 사용한다. 그 밖에도 아르메니아의 교회에서는 카그바(Kagba), 바다디르마(Badadilma) 등의 이름을 붙인다.

## 같이 보기
- 주현절